# Seagull (rose)
'Seagull' est un cultivar de rosier grimpant, hybride de Rosa multiflora, obtenu par le rosiériste britannique Pritchard en 1907.

## Description
'Seagull' (ce qui signifie « mouette » en anglais) est un rosier grimpant très vigoureux qui s'élève à plus de 5 mètres. Il est toujours très prisé grâce à ses fleurs simples (4-8 pétales) d'un blanc crémeux réunies en grands corymbes, fortement parfumées. Elles s'ouvrent sur de grandes étamines dorées et fleurissent à la fin du printemps et au début de l'été. Le buisson présente un feuillage vert clair mat. Ses cynorrhodons à l'automne sont orangés. 
C'est un rosier très résistant aux hivers froids (zone de rusticité 5b).
Il a donné naissance à 'Guirlande d'Amour' (Lens 1993).